# Singspiel

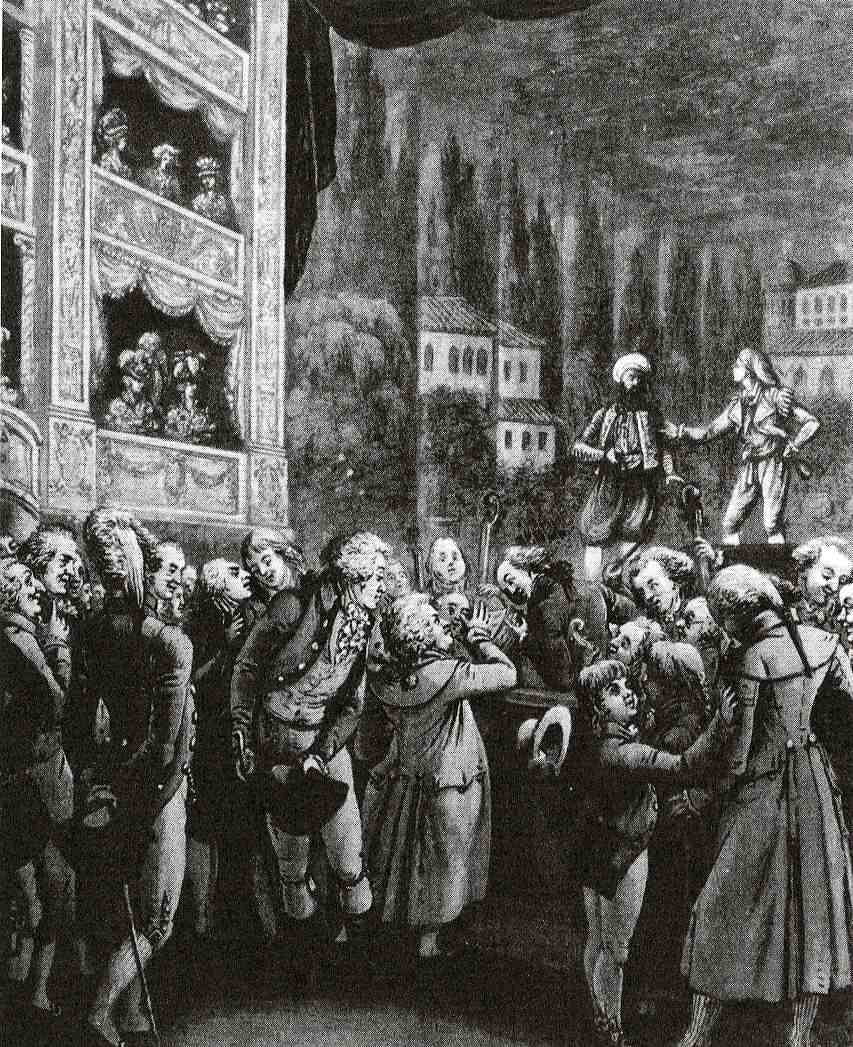
Wolfgang Amadeus Mozart (centro) en una representación de su ópera El rapto en el serrallo, Berlín (1789)

El singspiel (del alemán sing, «cantar», y spiel, «representación»; plural, singspiele; pronunciación en alemán: /ziŋɡʃpiːl/) es un género musical cercano a la opereta que surgió en los países de cultura alemana en el siglo XVIII. Como en la ópera, aúna música, literatura —en forma de libreto—, interpretación, escenografía y otros elementos artísticos. Se diferencia de esta en su menor tamaño y su tono ligero, con argumentos generalmente cómicos, en combinación de partes cantadas y otras habladas, por lo que es un género similar a la opéra-comique francesa, la ballad opera inglesa y la zarzuela española. La parte declamatoria podía ser hablada o en forma de recitativo, mientras que la musical podía tener forma de aria, ensemble o canción (lied).
En general, el singspiel solía ser de tono cómico, pero podía incluir temas de todo tipo; uno de los más frecuentes era el sentimental, sobre todo durante el período denominado Empfindsamer Stil («estilo sentimental»). Por ello, este género recibió en sus inicios diversos nombres: Singeschauspiel («teatro cantado»), Lustspiel («comedia»), Trauerspiel («tragedia»), Schauspiel mit untermischtem Gesang («obra teatral con canto interpolado»), lyrisches Drama («drama lírico»), Szenen mit Gesang («escenas con canto») o musikalisches Drama («drama musical»).
Los antecedentes inmediatos del singspiel se encuentran en la ópera bufa italiana y la opéra-comique francesa; de hecho, algunos de los primeros exponentes eran obras italianas o francesas traducidas al alemán. La edad de oro del singspiel fue la segunda mitad del siglo XVIII, mientras que a comienzos del siglo XIX el género fue decayendo, para prácticamente desaparecer a mediados de esa centuria, debido sobre todo al nacimiento de la ópera nacional alemana y la obra de Richard Wagner.

## Historia

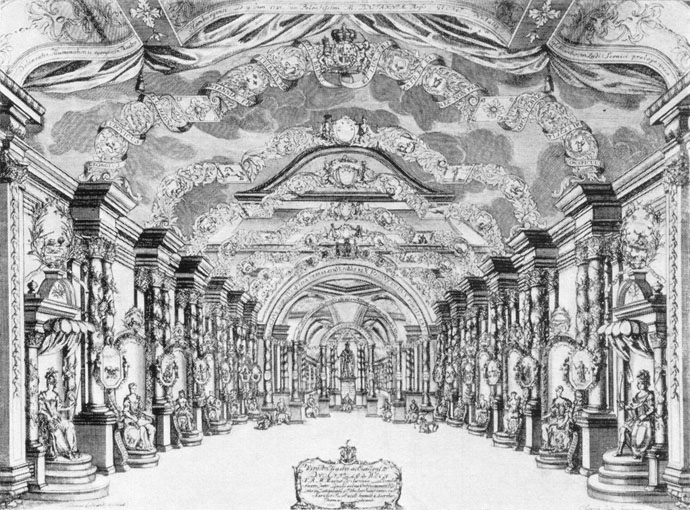
Theater am Gänsemarkt, Hamburgo

### Orígenes
El nacimiento del singspiel se sitúa a mediados del siglo XVIII en los países de cultura alemana, por entonces divididos en multitud de pequeños estados virtualmente independientes aunque bajo la soberanía nominal del Sacro Imperio Romano Germánico, regido por los Habsburgo, que tenían su corte en Viena. Esta situación cambió con las guerras napoleónicas, en el transcurso de las cuales se disolvió el Sacro Imperio: los Habsburgo mantuvieron Austria y diversas posesiones en el centro y sureste de Europa, que conformaron el Imperio Austrohúngaro; en Alemania, desaparecieron varios de los antiguos estados, y adquirieron plena soberanía diversos reinos como Prusia, Sajonia, Baviera y otros de menor tamaño —hasta un total de 39 estados—, hasta la definitiva unificación alemana en 1871.
En el ámbito germánico, la ópera —nacida en Italia a finales del siglo XVI—, se fue introduciendo paulatinamente a lo largo del siglo XVII: el pionero fue Heinrich Schütz, autor de Dafne (1627), una ópera en italiano. En 1644, Sigmund Theophil Staden compuso Seelewig, la primera ópera en alemán. El principal compositor de esta época fue Reinhard Keiser, director del Theater am Gänsemarkt de Hamburgo, donde estrenó como promedio unas cinco óperas por temporada; se estima que su producción puede estar entre setenta y cinco y cien óperas, aunque solo se conservan diecinueve completas. En Austria, los Habsburgo fomentaron la ópera en italiano, aunque poco a poco se fueron incorporando compositores austríacos, entre los que destacó Heinrich Ignaz Biber.
A comienzos del siglo XVIII, dentro del período musical del Barroco tardío, fue surgiendo el interés por crear un tipo de ópera que fuese netamente alemán, no solo en cuanto a idioma sino también en cuanto a afinidades culturales, especialmente en lo relativo a argumentos. Pese a todo, el predominio absoluto que aún ejercía la ópera italiana impidió la gestación de una ópera alemana como género mayor equiparable a la italiana —que no se produjo hasta el advenimiento del Romanticismo en el siglo XIX—, por lo que se abordó un género menor, de carácter netamente popular: el singspiel.
Se suele considerar como un antecedente del singspiel una obra de Reinhard Keiser: Croesus (1711), estrenada en el Theater am Gänsemarkt.

### La edad de oro delsingspiel

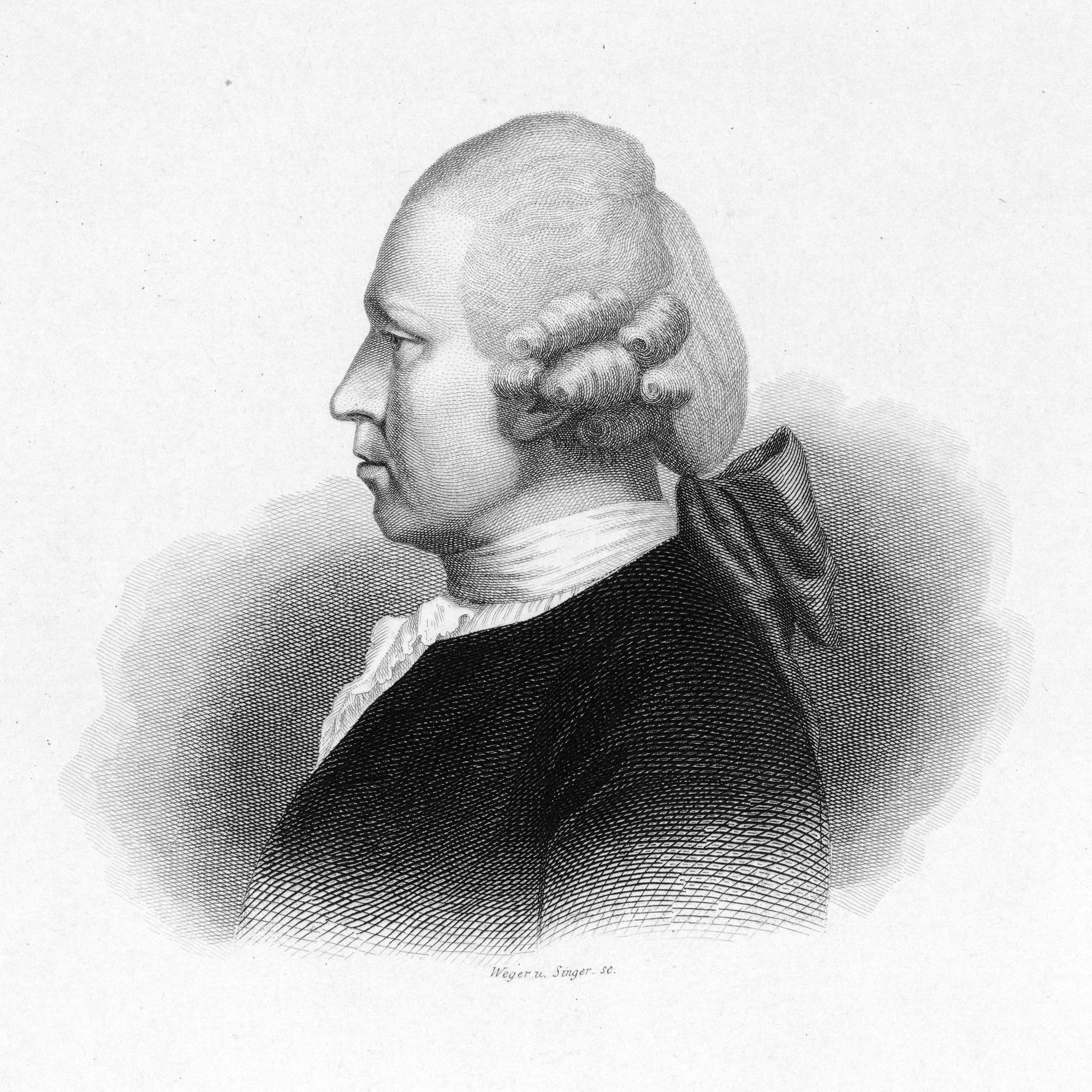
Johann Adam Hiller, considerado el fundador del género

La edad dorada del singspiel fue la segunda mitad del siglo XVIII, coincidiendo con el período denominado Rococó en el mundo del arte y que en música dio la llamada «música galante», un estilo más tranquilo que el barroco, con una música ligera y sencilla, amable, decorativa, melódica y sentimental. En esta época surgió la Escuela de Mannheim, donde se desarrolló la música sinfónica, con la primera gran orquesta moderna (40 instrumentos), una iniciativa del elector Carlos Teodoro de Wittelsbach. Su principal representante, Johann Stamitz, es considerado el primer director de orquesta. También en este período se dio la llamada «reforma gluckiana» en el mundo de la ópera, iniciada por Christoph Willibald Gluck, que introdujo una música más austera, sin ornamentos y al servicio del texto, eliminando los excesivos ornamentos vocales de la ópera de la época.

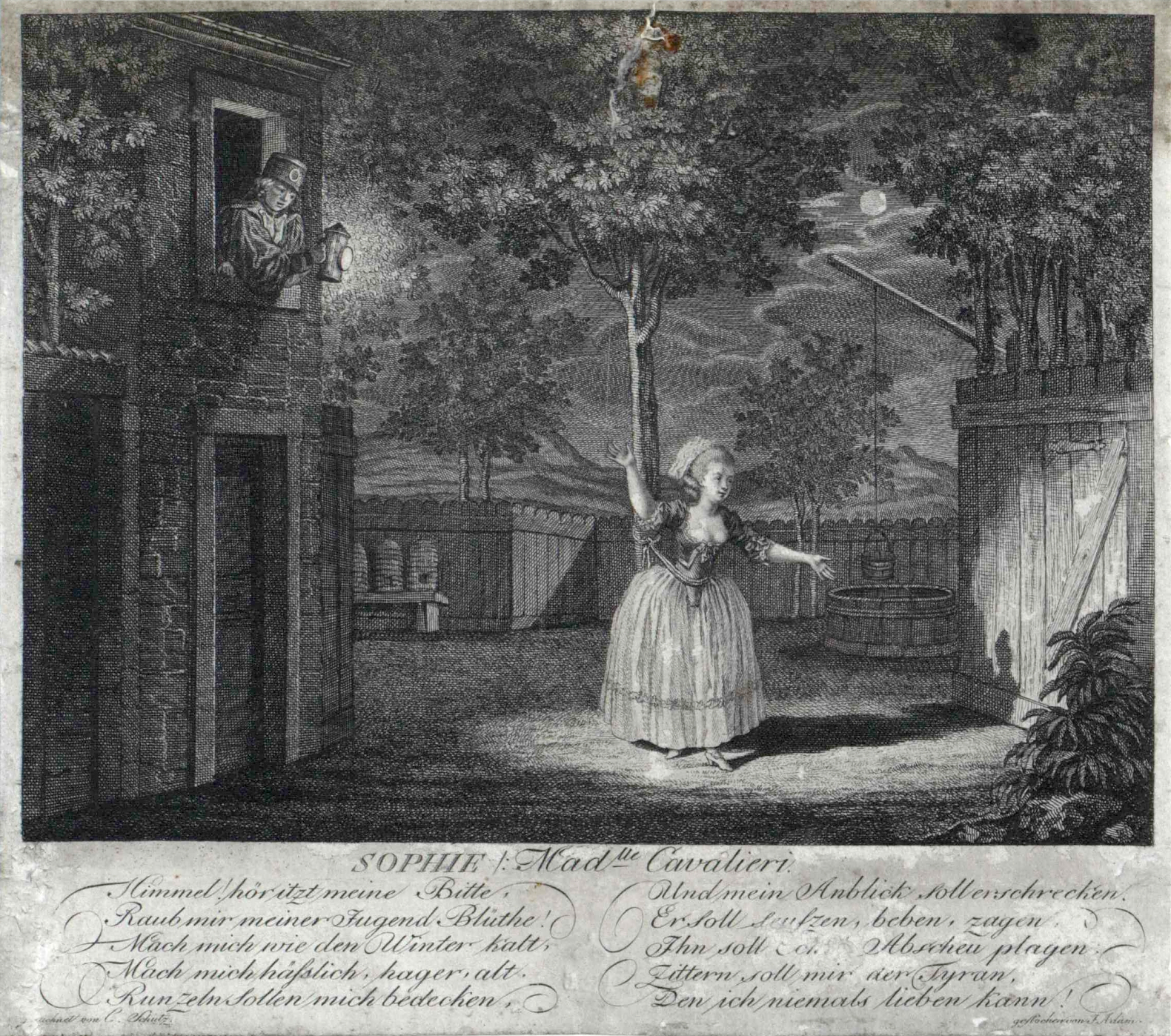
Caterina Cavalieri en la representación de Die Bergknappen (Los mineros), de Ignaz Umlauf (1778)

Los más destacados compositores de singspiel de esta época fueron Johann Adam Hiller y Georg Anton Benda. A Hiller se le suele considerar el fundador del género. Según sus propias declaraciones, se inspiró principalmente en tres óperas: La serva padrona de Giovanni Battista Pergolesi, una ópera bufa; Le devin du village de Jean-Jacques Rousseau, una opéra-comique; y The Beggar's Opera de Johann Christoph Pepusch, una ballad opera. Entre las obras de Hiller destacan: Die verwandelten Weiber (Las mujeres metamorfoseadas, 1766), Der Teufel ist los (El diablo anda suelto, 1766), Die Liebe auf dem Lande (El amor en el campo, 1768), Der Jagd (La caza, 1770) y Der Dorfbarbier (El barbero de pueblo, 1771). Benda, de origen checo, fue maestro de capilla en Gotha, donde estrenó varias obras del género: Der Dorfjahrmarkt (La feria del pueblo, 1775), Romeo und Julie (1776).
En este período, el singspiel contó con el especial predominio de los Habsburgo, especialmente el emperador José II, cuya política pangermanista favoreció el cultivo de este género netamente alemán. Este tipo de obras de carácter popular eran un medio eficaz para la educación del pueblo, dentro del programa de despotismo ilustrado desarrollado por el emperador. En 1778, José II renombró el Teatro Francés de Viena como Deutsches Nationaltheater (actual Burgtheater) y lo dedicó al singspiel, que se estrenó con Die Bergknappen (Los mineros), de Ignaz Umlauf. También se abrieron otros teatros de carácter más popular en los arrabales de Viena, como el Theater auf der Wieden.
Otros exponentes en este período fueron: Anton Schweitzer (Alceste, 1773; Rosamund, 1780), Johann André (Der Töpfer [El alfarero], 1773; Erwin und Elmire, 1775), Ana Amalia de Brunswick-Wolfenbüttel (Erwin und Elmire, 1776), Ignaz Holzbauer (Günther von Schwarzburg, 1776), Karl von Ordonez (Diesmal hat der Mann den Willen [Esta vez la decisión es del hombre], 1778), Franz Aspelmayr (Die Kinder der Natur [Los hijos de la naturaleza], 1778), Joseph Bárta (Da ist nicht gut zu rathen [No hay una buena suposición], 1778; Der adelige Taglöhner [El noble jornalero], 1780), Maximilian Ulbrich (Frühling und Liebe [Primavera y amor], 1778, Der blaue Schmetterling [La mariposa azul], 1782), Christian Gottlob Neefe (Adelheit von Veltheim, 1780), Martin Ruprecht (Was erhält die Männer treu? [¿Qué obtienen los hombres fielmente?], 1780), Carl Ditters von Dittersdorf (Doktor und Apotheker [Médico y farmacéutico], 1786), Anton Eberl (Die Marchande des Modes, 1787), Franz Teyber (Adelheit von Veltheim, 1788), Paul Wranitzky (Oberon, König der Elfen [Oberon, rey de los elfos], 1789), Friederike Sophie Seyler (Oberon oder König der Elfen [Oberon o El rey de los elfos], 1789), Johann Friedrich Reichardt (Erwin und Elmire, 1790), Johann Baptist Schenk (Der Dorfbarbier [El barbero de pueblo], 1796) y Wenzel Müller (Die Teufelmühle [El molino del diablo], 1799).

### Clasicismo

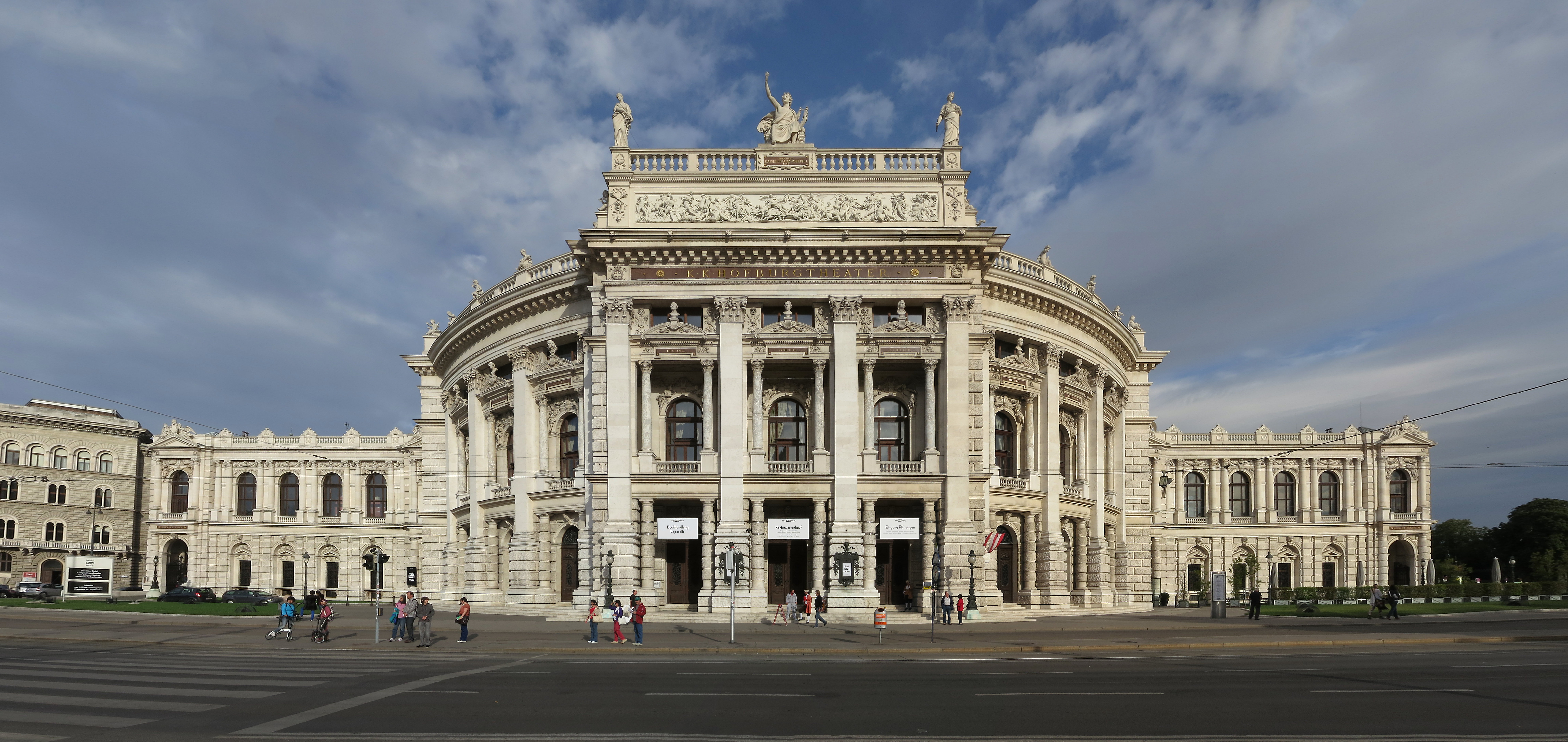
El Burgtheater de Viena, sede de la representación de singspiele de los Habsburgo

Entre el último tercio del siglo XVIII y principios del xix se dio el clasicismo, un estilo basado en el equilibrio y la serenidad de la composición, la búsqueda de la belleza formal, de la perfección, con formas armoniosas e inspiradoras de altos valores. Se buscaba la creación de un lenguaje musical universal, una armonización entre la forma y el contenido musical. En este período, el singspiel recibió una mayor influencia de la ópera bufa italiana y la opéra-comique francesa, que se tradujo en una mayor ambición en crear obras de envergadura, con argumentos más serios y mayor uso de arias, cavatinas, ensembles y recitativo accompagnato.
Los principales compositores del clasicismo fueron Franz Joseph Haydn, Wolfgang Amadeus Mozart y Ludwig van Beethoven. Haydn, considerado el padre de la sinfonía, fue un gran innovador en el terreno de la música. De formación autodidacta, en su juventud tocó en bandas callejeras, hasta que entró al servicio del príncipe Pál Antal Esterházy, en cuyo palacio de Eisenstadt vivió durante treinta años. La ópera no fue el principal interés de Haydn, pero compuso varias para la corte de los Esterházy, generalmente cómicas y en italiano, aunque también realizó un singspiel en alemán: Philemon und Baucis (1773), realizada para marionetas. Su hermano, Michael Haydn, también compuso algún singspiel: Rebekka als Braut (Rebeca como novia, 1776).

La Reina de la Noche en una producción de 1815 de la ópera Die Zauberflöte (La flauta mágica), de Wolfgang Amadeus Mozart

El principal exponente del clasicismo fue el austríaco Wolfgang Amadeus Mozart. Fue un niño prodigio, que recorrió Europa con su padre entre los seis y catorce años, conociendo las principales corrientes musicales del momento: ópera italiana y francesa, música galante, escuela de Mannheim. En 1767, con solo once años, realizó el singspiel sacro Die Schuldigkeit des ersten Gebots (La obligación del primer mandamiento). Al año siguiente compuso Bastien und Bastienne, una parodia de Le devin du village de Jean-Jacques Rousseau. En 1779 empezó Zaide, un primer intento de singspiel de tono más serio y mayor envergadura, que dejó inacabado. En 1782, por encargo del emperador José II, estrenó en el Burgtheater Die Entführung aus dem Serail (El rapto en el serrallo), ambientada en un harén turco. Esta obra rompió completamente con el estilo barroco, sobre todo por romper con la sucesión de arias y la inclusión de personajes reales, que expresan sus sentimientos. Según el argumento introdujo diversos estilos musicales, como música folclórica para acompañar a la criada, o pasajes con música turca, caracterizada por su estridente percusión. Empleó una orquesta más densa, con más instrumentos de viento. También introdujo un aria en dos partes, una más lenta y otra más rápida (cabaletta). Al final introdujo un vaudeville, una escena que reúne a todos los personajes sobre el escenario, cuyo texto hace una síntesis de lo ocurrido en la obra. Esta obra fue el primer singspiel concebido casi como una ópera, hasta el punto que excedió la propuesta del emperador, quien tras el estreno le comentó al compositor que tenía «demasiadas notas». Su siguiente obra del género fue Der Schauspieldirektor (El director de teatro, 1786). Su última obra del género fue Die Zauberflöte (La flauta mágica, 1791), con libreto de Emanuel Schikaneder. Esta obra mezclaba un cuento de hadas con una alegoría masónica, y fue una de sus obras más logradas. En sus singspiele, Mozart tomó elementos de la ópera bufa pero también de la seria, en aras de ofrecer un espectáculo más elaborado, de mayor calidad, tanto en el aspecto musical como en el dramático.
Mozart colaboró en un singspiel compuesto conjuntamente con Johann Baptist Henneberg, Benedikt Schack, Franz Xaver Gerl, y Emanuel Schikaneder: Der Stein der Weisen, oder die Zauberinsel (La piedra filosofal o La isla encantada, 1790), con libreto del propio Schikaneder.

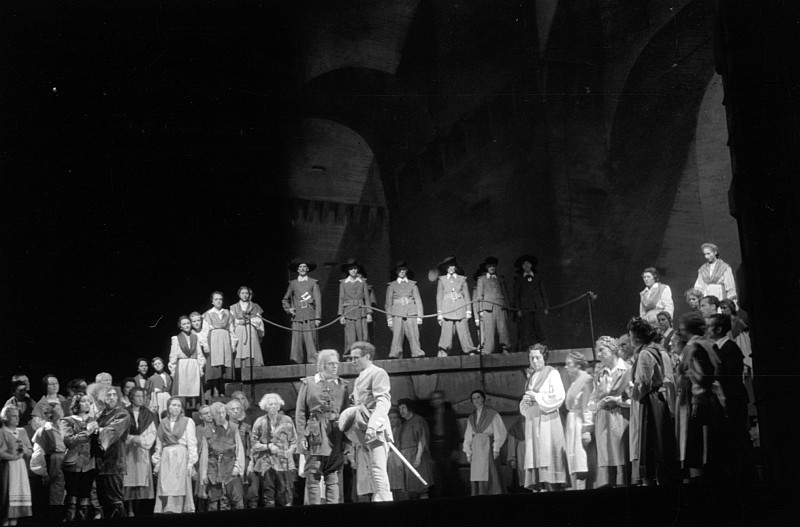
Representación de Fidelio, de Ludwig van Beethoven, en la Deutsche Oper Berlin (1950)

Otro destacado compositor del clasicismo fue Ludwig van Beethoven, a medio camino ya hacia el Romanticismo. En 1805 hizo la que sería su única incursión en el género operístico, Fidelio (1805), un singspiel de carácter político-moral, un drama de corte ya romántico, basado en Léonore, ou l'amour conjugale de Jean-Nicolas Bouilly. En esta obra denotó la influencia de Mozart, especialmente de Così fan tutte y Die Zauberflöte. Debido a la poca experiencia que tenía en el terreno de la ópera, la música de esta obra era sinfónica, con una instrumentación tan densa que exigía grandes esfuerzos de los cantantes.
Cabe mencionar al italiano Antonio Salieri. Fue discípulo de Florian Leopold Gassmann, quien le llevó a Viena en 1766, cuando contaba dieciséis años. En 1774 fue nombrado compositor de la corte del emperador José II. En 1784 fue nombrado director de la Ópera de París, donde sucedió a Gluck. Por último, en 1788 fue nombrado maestro de capilla de la corte vienesa, encargado de la ópera italiana. Compuso unas treinta óperas, tanto serias como bufas, entre ellas algunos singspiele: Der Rauchfangkehrer (El deshollinador, 1781), Die Neger (Los negros, 1804).
Otros exponentes fueron: Ludwig Abeille (Amor und Psyche, 1800; Peter und Ännchen, 1809), Franz Seraph von Destouches (Das Mißverständnis [El malentendido], 1805), Friedrich Heinrich Himmel (Fanchon oder das Leyermädel, 1804), Ferdinand Kauer (Die Serenade, oder Der gefoppte Alte [La serenata, o El viejo engañado], 1792), Bernhard Anselm Weber (Mudarra, 1800; Die Wette [La apuesta], 1805), Joseph Weigl (Die Schweizerfamilie [La familia suiza], 1809), Peter von Winter (Das unterbochene Opferfest [La fiesta de ofrenda interrumpida], 1796; Der Zauberflöte zweyter Theil. Das Labyrinth [La flauta mágica segunda parte: El laberinto], 1798) y Johann Rudolf Zumsteeg (Das Pfauenfest [El festival del pavo real], 1801; Die Geisterinsel [La isla fantasma], 1805).
En este período, el singspiel fue exportado a varios países del entorno, donde se produjeron algunas obras en los idiomas autóctonos: en Hungría, József Chudy fue autor de la primera ópera en húngaro, el singspiel Pikkó Herceg (El duque Pikkó, 1793, hoy perdida); en Dinamarca, Johann Abraham Peter Schulz introdujo el género del singspiel en danés (Høstgildet [Fiesta de la cosecha], 1790).

### Romanticismo

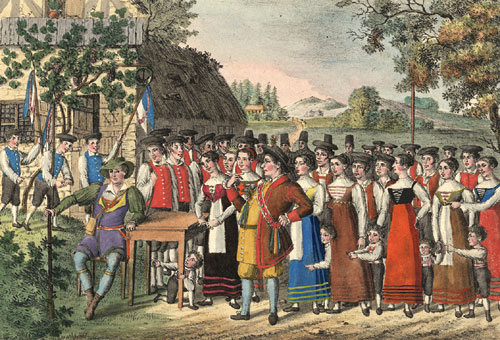
Representación de Der Freischütz de Carl Maria von Weber (1822)

El siglo XIX estuvo marcado por el Romanticismo, un estilo musical caracterizado por el predominio del sentimiento y la pasión, de la subjetividad y emotividad del artista, con exaltación de la música nacional y popular. Se amplió la orquesta, para poder satisfacer plenamente la expresividad del artista, los nuevos sentimientos que en él anidaban (lo sublime, lo patético). En este período se forjó la ópera nacional alemana, gracias a la labor de compositores como Carl Maria von Weber y Richard Wagner. El singspiel se acercó cada vez más a la opéra-comique francesa, especialmente en el uso de canciones de carácter popular, coros y ensembles. Sin embargo, el género fue decayendo y, aunque todavía dejó algunas obras de relieve, el crecicimento progresivo de la ópera alemana lo fue relegando. Cabe destacar que el escritor Johann Wolfgang von Goethe escribió ocho libretos para singspiel.
Carl Maria von Weber es considerado el creador de la ópera nacional alemana. Fue director del Teatro de la Ópera de Dresde, desde donde impulsó varias reformas en la ópera, como la disposición de la orquesta y el coro, y un programa de ensayos que potenciaba que los intérpretes estudiasen antes el drama que la música. Su primer éxito en el mundo operístico fue un singspiel, Abu Hassan (1811), una obra de ambientación exótica. Su principal obra es Der Freischütz (El cazador furtivo, 1821), una obra que mantenía la estructura del singspiel pero con tal potenciación de la música y la vocalidad que se suele considerar una ópera y se la tiene por la primera ópera nacional alemana.
El compositor Giacomo Meyerbeer desarrolló casi toda su obra en Francia, donde fue un destacado exponente de la grand-opéra francesa, pero en su juventud compuso algún singspiel, como Jephtas Gelübde (Los votos de Jefté, 1812), Wirt und Gast (Anfitrión e invitado, 1813) y Das Brandenburger Tor (La puerta de Brandemburgo, 1814).
En los inicios del Romanticismo alemán cabe destacar la obra de Ludwig Spohr y Heinrich Marschner. Spohr, director musical de la Ópera de Fráncfort, obtuvo su primer éxito con una obra del género, Faust (1816), la primera adaptación operística de la obra de Goethe. Marschner, director del Hoftheater de Hannover, también probó el género: Der Holzdieb (El ladrón de madera, 1825), Der Bäbu (1838).
El novelista Ernst Theodor Amadeus Hoffmann, también compositor, realizó diversos singspiele, como Der Trank der Unsterblichkeit (La bebida de la inmortalidad, 1808), Dirna (1809), Aurora (1813) y Undine (1816).

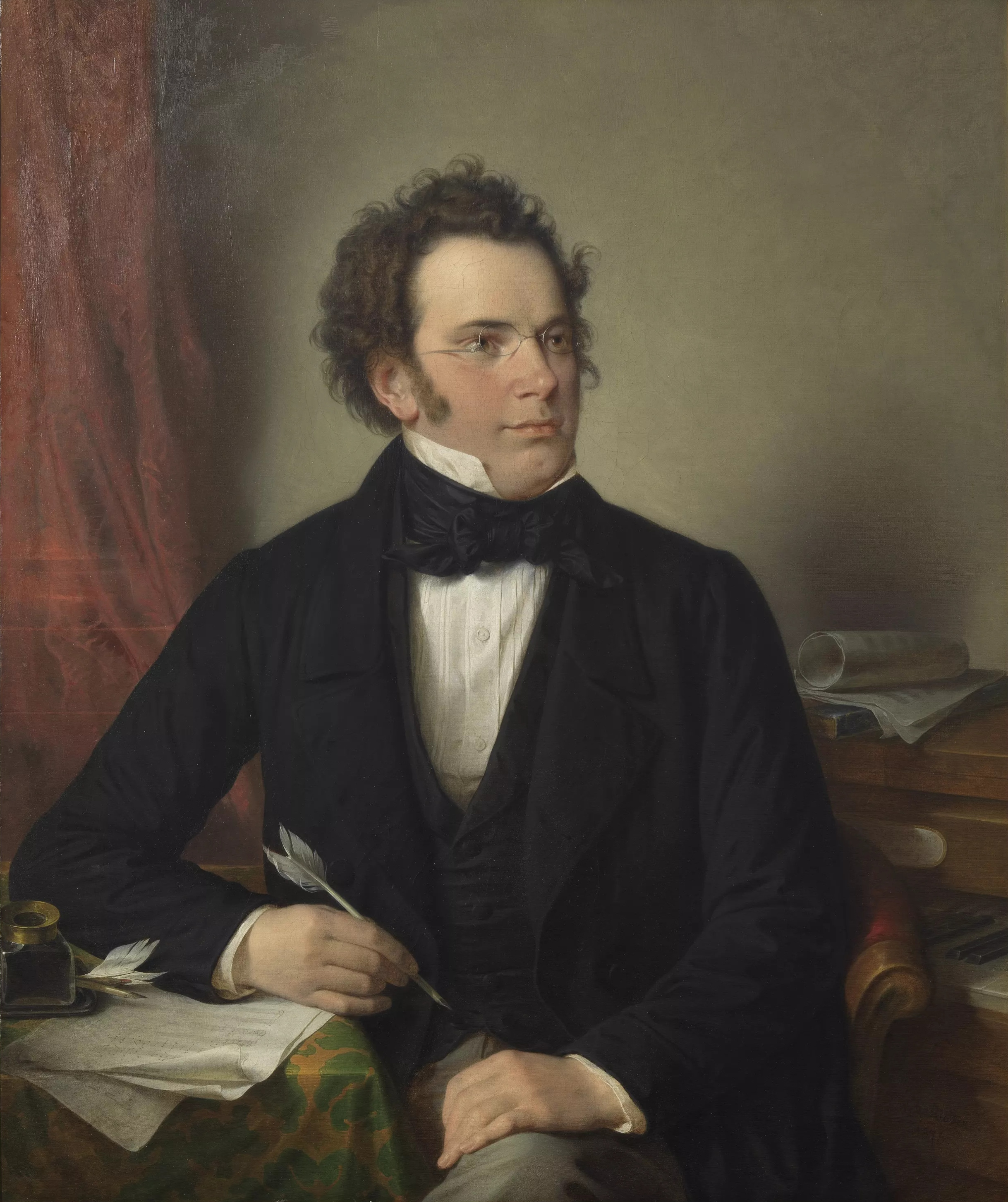
Franz Schubert

El austríaco Franz Schubert fue uno de los más destacados compositores románticos, famoso por sus lieder. La mayoría de sus obras en el género lírico fueron singspiele: a los diecisiete años compuso Des Teufels Lustschloß (El palacio de placer del demonio, 1814), a la que siguieron Claudine von Villa Bella (1815), Der vierjährige Posten (Cuatro años en el puesto de guardia, 1815), Die Freunde von Salamanca (Los amigos de Salamanca, 1815), Die Zwillingsbrüder (Los hermanos gemelos, 1819), Alfonso und Estrella (1822) y Fierrabras (1823). Su mayor éxito fue Die Verschworenen (Los conspiradores, 1823), basada en la Lisístrata de Aristófanes.

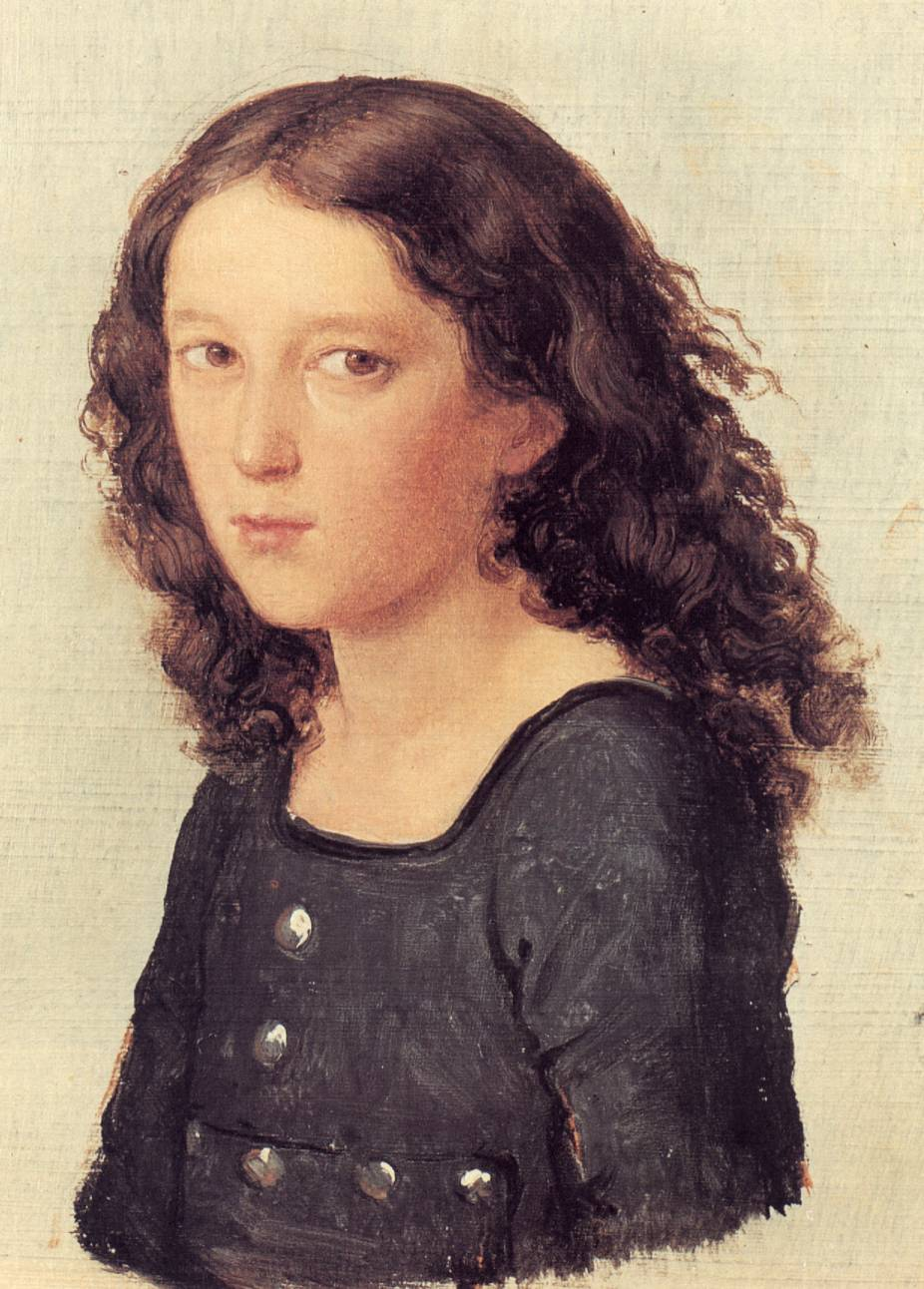
Felix Mendelssohn

Otro famoso compositor romántico, Felix Mendelssohn, incursionó ocasionalmente en la ópera y lo hizo sobre todo en su juventud, con singspiele como Die Soldatenliebschaft (El amor del soldado, 1820), Die beiden Pädagogen (Los dos educadores, 1821), Die wandernden Komödianten (Los comediantes errantes, 1822), Der Onkel aus Boston, oder Die beiden Neffen (El tío de Boston, o los dos sobrinos, 1823) y Die Hochzeit des Camacho (La boda de Camacho, 1825). También compuso Die Heimkehr aus der Fremde (El regreso del extranjero, 1829), un liederspiel, un género menor del singspiel basado en canciones (lieder).
El checo Vojtěch Jírovec (también llamado en alemán Adalbert Gyrowetz) desarrolló su obra entre Viena, Nápoles, París y Londres. Compuso el singspiel Der Augenartz (El oculista, 1811).
Las siguientes figuras del período fueron Albert Lortzing y Carl Otto Nicolai. Lortzing fue compositor y director de orquesta, de formación casi autodidacta. Su obra fue aún heredera en buena medida de Mozart. Fue el introductor de la Spieloper, una variante del singspiel más cercana a la opéra-comique francesa, en la que compuso varias obras: Ali Pascha von Janina (1824), Die beiden Schützen (Los dos escuderos, 1837), Zar und Zimmermann (Zar y carpintero, 1837) y Der Waffenschmied (El maestro armero, 1846). Nicolai fue organista en Roma, donde se aficionó a la ópera. Compaginó su actividad como compositor con la de director de orquesta, principalmente en el Hofoper de Viena. En 1849 —año de su fallecimiento— logró su obra maestra: Die lustigen Weiber von Windsor (Las alegres comadres de Windsor), basada en la comedia homónima de Shakespeare.
Richard Wagner probó el género del singspiel entre sus primeras obras: Männerlist größer als Frauenlist (La astucia masculina es mayor que la femenina, 1837-1838, inacabada).
Cabe nombrar también a: Franz Danzi (Turandot, 1816), Conradin Kreutzer (Melusina, 1833; Das Nachtlager in Granada [El hostal de Granada], 1834; Der Verschwender [El desperdicio], 1834) y Adolf Müller (Der Talisman [El talismán], 1840; Das Mädl aus der Vorstadt [La chica del suburbio], 1841;
Einen Jux will er sich machen [Él quiere hacer una broma], 1842).
Entre las últimas figuras destaca Peter Cornelius. Era un admirador de Wagner, pero rechazó su influencia y se empeñó en buscar un camino propio. Se centró en la ópera cómica, con la intención de crear un nuevo género cómico alemán más serio y profundo que el singspiel tradicional. Inspirándose en los cuentos tradicionales árabes de Las mil y una noches compuso y escribió Der Barbier von Bagdad (El barbero de Bagdad, 1858), que sin embargo fracasó.